# Gorg dels Esparvers
El Gorg dels Esparvers és un gorg del terme municipal de Manresa, a la comarca catalana del Bages. És a la Riera de Rajadell, en el sector meridional del terme manresà, a llevant de l'extrem nord del Cingle dels Esparvers, al nord de les Obagues de Montlleó, al sud-est del Raval del Monistrolà i a ponent dels Comtals.